# Maeota
Maeota Simon, 1901 è un genere di ragni appartenente alla Famiglia Salticidae.

## Distribuzione
L'unica specie oggi nota di questo genere è stata rinvenuta in Brasile.

## Tassonomia
Considerato un sinonimo anteriore di Poultonia Peckham & Peckham, 1901 da Simon a partire dal 1903 e dagli autori seguenti ad eccezione di Roewer, 1955c.
A dicembre 2010, si compone di una specie:
- Maeota dichrura Simon, 1901[2] — Brasile